# David Maurice de Barrau de Muratel
Pour les autres membres de la famille, voir Famille de Barrau de Muratel.
Pour les articles homonymes, voir David-Maurice de Barrau de Muratel (1821-1899).
David Maurice de Barrau de Muratel, né le 14 février 1741 à Lacaune (Tarn), mort le 5 février 1827 dans la même ville, est un général de brigade de la Révolution française.

## Biographie
David Maurice est membre de la famille de Barrau de Muratel; il est le fils de Jean Auguste Michel de Barrau de Muratel, ancien capitaine d'infanterie et de Madeleine Calmels, habitant de Muratel. Capitaine de Dragons au régiment du Roi, il épouse au désert le 15 mars 1775 Susanne Agnès de Calmels fille d'Étienne de Calmels de Lestiès, avocat en Parlement et de Marguerite Blanchon, habitant la Guadeloupe, la dite Agnès Suzanne habitant depuis environ neuf ans à Lacaune.

## États de service
Il entre en service comme lieutenant le 30 avril 1757, il est cornette dans le régiment Orléans-dragons le 19 avril 1760, puis il est nommé capitaine au régiment Royal-dragons le 19 avril 1769. Il est fait chevalier de Saint-Louis le 13 septembre 1781.
Nommé lieutenant-colonel de ce même régiment le 9 octobre 1786, il en devient le colonel le 21 octobre 1791. Il se distingue le 9 juillet 1792, à l’affaire de Landau et le 5 août 1792, au combat d’Arnheim,. Il est promu maréchal de camp le 8 août 1792, et le 20 septembre, il participe à la bataille de Valmy. Il est mis en non activité le 15 mai 1793, et il démissionne le 5 août 1796.

## Sources
- Étienne Charavay, Correspondance générale de Carnot, t. 1, 1892.
- David Maurice Champouliès de Barrau de Muratel sur The Napoléon Series
- J.M. Lamarque et Baron Fririon, Le Spectateur militaire, Recueil de science, d'art et d'histoire militaires, Bureau de Spectateur militaire, janvier 1837, 698 p. (lire en ligne), p. 7.
- « L'étrange bataille de Valmy »
- Alex Mazas, Histoire de l'ordre royal et Militaire de Saint-Louis depuis son institution, jusqu'en 1830, Tome 2, Firmin Didot frère, Paris, 1860, p. 324.
- Léon Hennet, Etat militaire de France pour l'année 1793, Siège de la société, Paris, 1903, p. 11-30.
- Côte S.H.A.T.: 4 YD 3905